# Catedral basílica de Santa María (Galveston)
La Catedral Basílica de Santa María (en inglés: St Mary's Cathedral Basilica) es un lugar de culto católico situado en Galveston, Texas, al sur de Estados Unidos. Es la catedral principal de la Arquidiócesis de Galveston- Houston y la iglesia madre de la Iglesia Católica en Texas, así como una iglesia basílica. Junto con la Co- Catedral del Sagrado Corazón en Houston, Santa María sirve a más de 1,5 millones de católicos que viven en la Arquidiócesis. 
En 1840, el reverendo John Timon, el recién nombrado Prefecto Apostólico de Texas, llamó al sacerdote vicentino Rev. John Odin, CM, para ser el residente Vice - Prefecto de Texas. El Padre Odin se embarcó desde Nueva Orleans en una goleta rumbo a la costa de Texas, en Galveston llegando a principios de 1841. Allí encontró una comunidad de católicos deseosos de construir una iglesia para su pequeña congregación.
El 26 de noviembre de 1848, la Catedral estaba lista para la dedicación. Una vez más el padre John Timon fue elegido como el orador principal a causa de su estrecha asociación con ella, y su trabajo pionero en la diócesis.
La Basílica Catedral se caracteriza por ser uno de los pocos edificios en Galveston que sobrevivieron al devastador huracán de Galveston de 1900 con sólo daños mínimos.